# Gonelydna acutangula
Gonelydna acutangula är en fjärilsart som beskrevs av George Francis Hampson 1910. Gonelydna acutangula ingår i släktet Gonelydna och familjen nattflyn. Inga underarter finns listade i Catalogue of Life.